# Luis Manuel Cosío Durán
Luis Manuel Cosío Durán (* 3. Mai 1953 in Mexiko-Stadt) ist ein mexikanischer Botschafter.

## Leben
Luis Manuel Cosío Durán schloss 1978 das Studium der Rechtswissenschaft auf der Escuela Libre de Derecho ab.
1979 trat er in den auswärtigen Dienst ein. Von 1979 bis Dezember 1982 leitete er die Abteilung der Kulturattachés der Secretaría de Relaciones Exteriores. 1980 wurde er zum Sekretär dritter Klasse befördert. 1983 kam er in die Abteilung für multilaterale Organisationen. Von 1984 bis 1988 leitete er an der Botschaft in Tokio die Öffentlichkeitsarbeit. Im März 1988 wurde er zum Sekretär erster Klasse befördert. Ab 1988 war er an der Botschaft in Buenos Aires akkreditiert; ab Dezember 1989 war er an der Botschaft in Washington. 1990 wurde er zum Consejero und 1991 zum Ministro befördert. 1992 wurde er Director des Instituto Cultural Mexicano und Kulturgesandter in Washington. 1994 und 1995 saß er der Asociación de Agregados Culturales Latinoamericanos in den USA vor. Im Dezember 1995 wurde er als Kulturgesandter nach Paris geschickt, wo er auch als Director des Centro Cultural Mexicano fungierte. Ab 1997 leitete er die Abteilung Geschichte des SRE. Am 19. Januar 2000 wurde er zum Botschafter befördert. Im März 2001 wurde er zum Generalkonsul in Puerto Rico und den Jungferninseln akkreditiert. Im April 2003 wurde er zum Generalkonsul in Montreal ernannt.